# Ormosia peramata
Ormosia peramata är en tvåvingeart som beskrevs av Alexander 1965. Ormosia peramata ingår i släktet Ormosia och familjen småharkrankar. Inga underarter finns listade i Catalogue of Life.